# La Ligue des gentlemen extraordinaires (film)
Cet article concerne le film de Stephen Norrington. Pour le comic d'Alan Moore, voir La Ligue des gentlemen extraordinaires.
Pour les articles homonymes, voir The League of Extraordinary Gentlemen.
Pour plus de détails, voir Fiche technique et Distribution.
La Ligue des Gentlemen Extraordinaires (The League of Extraordinary Gentlemen parfois surnommé « LXG ») est un film américano-britanno-germano-tchèque de Stephen Norrington, sorti en 2003.
Il s'agit d'une libre adaptation de la bande dessinée éponyme d'Alan Moore et Kevin O'Neill parue à partir de 1999. Le film est un succès commercial malgré de très mauvaises critiques. Il s'agit du dernier film dans lequel apparait l'acteur Sean Connery avant qu'il ne prenne sa retraite.
1899. À la tête d'un groupe de terroristes, un inconnu se faisant appeler Le Fantôme menace l'ordre international en dressant les nations européennes les unes contre les autres. Devant la menace imminente d'un conflit majeur (Première Guerre mondiale), l'Angleterre décide de former la Ligue des Gentlemen Extraordinaires. Cette ligue est composée de l'aventurier Allan Quatermain, de Tom Sawyer, membre des services secrets américains, de la chimiste Mina Harker, qui cache ses talents de vampire, de L'Homme invisible nommé Rodney Skinner, du dandy immortel Dorian Gray, du docteur Henry Jekyll ainsi que du capitaine Nemo. Ces sept personnages hors du commun embarqueront à bord du Nautilus à destination de Venise, où ils devront contrecarrer les sombres projets du Fantôme.

## Synopsis

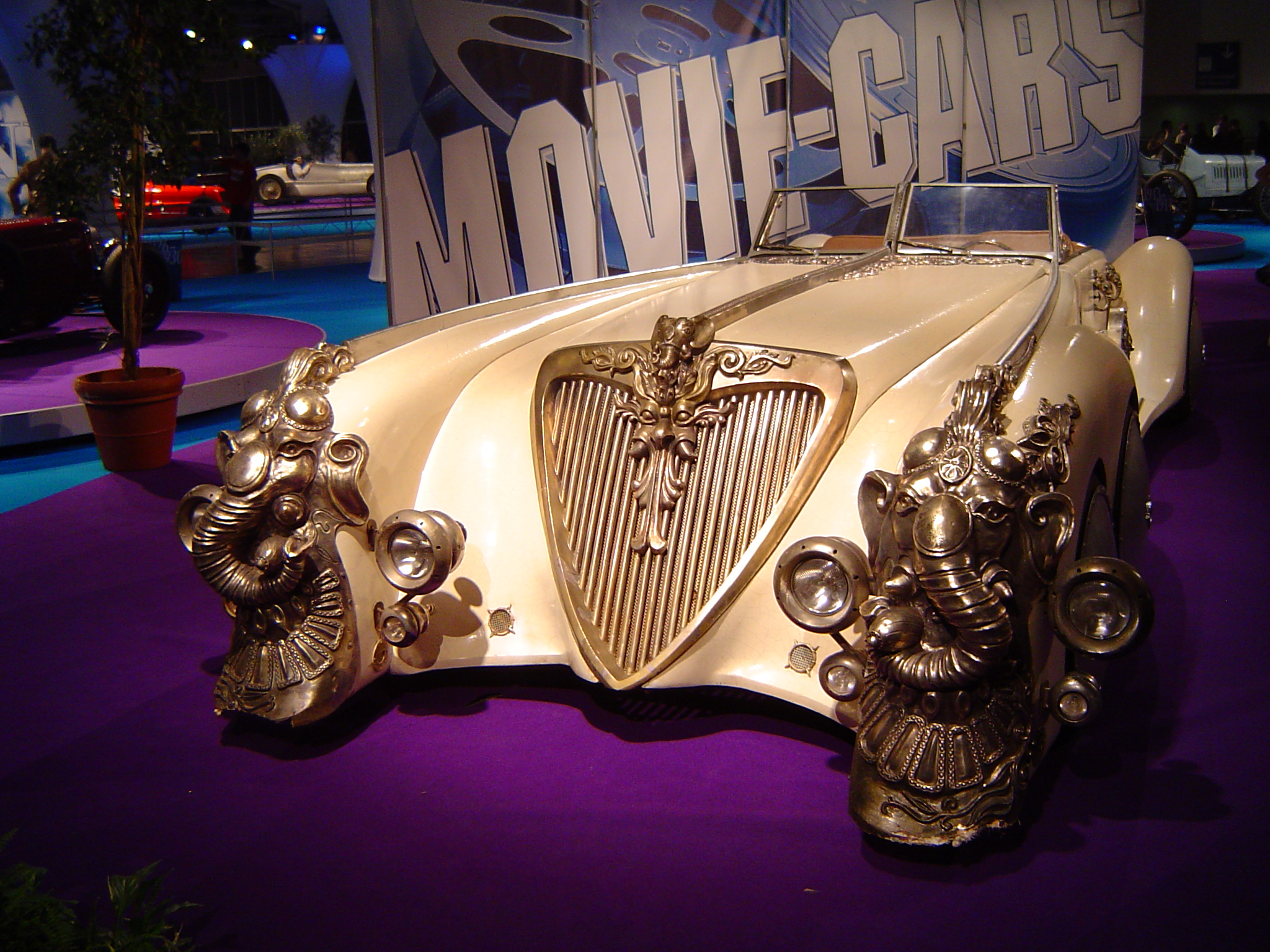
La voiture du film

1899. Des soldats allemands disposant d'armes automatiques ainsi que d'un char d'assaut, commandés par un mystérieux homme masqué, attaquent la Banque de Londres. Un mois plus tard, des soldats britanniques menés par le même homme masqué assaillent une usine de zeppelins à Berlin et capturent des scientifiques, avant de détruire les lieux. À la suite de ces deux agressions, le Royaume-Uni et l'Allemagne rompent leurs relations diplomatiques et se préparent à une guerre. Étant donné qu'il s'agit des deux plus grandes puissances de leur temps, le conflit risque de s'étendre au continent, voire au monde.
Pour faire face à cette menace, le gouvernement de sa Gracieuse Majesté envoie au Kenya un émissaire, Sanderson Reed, pour quérir l'aide de l'aventurier Allan Quatermain. Ce dernier commence par refuser, du fait qu'il a perdu son fils lors d'une mission pour l'Empire britannique. La situation se renverse lorsque des hommes, équipés de pistolets mitrailleurs et d'armures pare-balles, font irruption dans son club et tentent de l'assassiner. Allan les élimine un à un mais les bandits ont fait exploser le club. Réalisant que la guerre pourrait bien arriver jusqu'en Afrique, il accepte de venir à Londres pour la mission qu'on lui a demandé d'accomplir.
À Londres, Allan rencontre le chef des services secrets se présentant à lui sous le nom de « M ». Il lui révèle qu'un homme d'affaires, se faisant appeler le Fantôme, est responsable des attaques de Londres et de Berlin, son but étant de provoquer une guerre en Europe afin de pouvoir vendre des armes aux nations belligérante. L'homme a manifestement le projet de détruire Venise qui doit abriter un sommet de chefs d'État. Pour empêcher cela, « M » a décidé de reformer la Ligue des Gentlemen Extraordinaires, une équipe composée d'individus spéciaux qui ont déjà sauvé le monde de graves périls, et dont les membres ont varié au cours des siècles. Dans sa nouvelle version, cette Ligue est composée du Capitaine Nemo, le pirate indien, d'un homme invisible nommé Rodney Skinner, et de la chimiste Mina Harker.
La Ligue se rend peu après chez l'immortel Dorian Gray (un ancien amant de Mina) afin de lui demander son concours. Mais une fois chez lui, ils sont attaqués par le Fantôme et ses hommes. Après un long combat (au cours duquel Mina se révèle être une vampire), ils se débarrassent du Fantôme grâce à Dorian et à l'agent des services secrets américains Tom Sawyer. Ce dernier a été envoyé par son gouvernement pour enquêter sur les risques d'un conflit européen, une guerre en Europe pouvant facilement traverser l'Atlantique. Tom est alors intégré à l"équipe, ainsi que Dorian Gray, et tous embarquent dans le Nautilus en direction de Paris afin de trouver le dernier membre de leur groupe : Mr Hyde. En échange de l'amnistie pour ses crimes, celui-ci, sous les traits du docteur Jekyll, rejoint la Ligue qui part alors pour Venise.
Pendant le trajet, le docteur Jekyll se fait voler l'une des fioles de potions lui permettant de devenir Mister Hyde. Le capitaine Nemo retrouve de la poudre d'appareil photographique dans la salle de commande du Nautilus, et l'équipe soupçonne l'homme invisible d'être un traître. Or, celui-ci est introuvable.
À peine arrivés dans Venise, les héros sont confrontés à l'effondrement de la ville. Pour arrêter l'effet domino provoqué par la chute des édifices, Nemo décide d'envoyer un missile pour détruire un bâtiment plus en avant. Comme il n'en connaît pas l'emplacement exact, Tom, Allan, Dorian et Mina partent dans la voiture de Nemo pour devancer l'effet domino et guider le missile sur le bâtiment à pulvériser. L'engin est alors lancé et atteint sa cible, ce qui sauve Venise.
Allan Quatermain découvre alors que le Fantôme n'est autre que « M », l'homme qui les a recrutés au nom de l'Angleterre. Et, de retour sur le Nautilus, il s'avère que le traître n'est pas Skinner. C'est en fait Dorian Gray, lequel parvient à s'échapper dans une capsule de sauvetage après avoir abattu le second de Nemo, Ismael.
Alors qu'ils le poursuivent à bord du Nautilus, ils trouvent un message laissé par Dorian Gray dans lequel « M » leur explique comment il les a manœuvrés : qu'il n'y a jamais eu de Ligue ; qu'il l'a inventée de toutes pièces pour pouvoir s'approprier les secrets de certains de ses membres (un fragment de peau de l'homme invisible, les plans du Nautilus, du sang de la vampire Mina Harker, du sérum permettant au docteur Jekyll de se transformer en Mr Hyde). Et c'est Dorian Gray qui les a volés pour les lui fournir. Quant à Allan Quatermain, il a fait en sorte qu'il soit poussé à rejoindre la soi-disant ligue afin de l"amener à capturer Hyde. Grâce à tous ces atouts, « M » compte déclencher une guerre mondiale et vendre des armes basées sur leurs pouvoirs aux nations belligérantes. Pour conclure, il leur annonce le sabotage du Nautilus. Le sous-marin n'est sauvé que grâce à la force herculéenne de Mr Hyde.
Guidés par l'homme invisible qui a réussi à se cacher dans la capsule, ils parviennent en Mongolie où se trouve l'usine secrète de « M ». Skinner fait entre-temps son rapport à la ligue. La forteresse abrite les scientifiques capturés à Berlin. Ceux-ci sont forcés à travailler pour M qui détient leurs familles, et de futurs doubles des héros sont fabriqués. Pour attaquer, la Ligue décide que Nemo ira avec Hyde libérer les prisonniers, que Mina ira tuer Dorian Gray, que Skinner ira placer des explosifs tandis que Sawyer et Quatermain tenteront de capturer « M ».
Un combat titanesque s'ensuit. Hyde et Nemo libèrent les savants et leurs familles mais Hyde est confronté à Dante, un lieutenant de « M » qui boit une grande quantité de la potion du Dr Jekyll, ce qui le transforme en une énorme créature. Mina trouve et combat Dorian, vainement car tous deux sont immortels. Finalement, Mina tue le dandy en le plaçant face à son portrait. Allan et Tom combattent « M » qui se révèle être le professeur James Moriarty. Tom est attaqué par Sanderson Reed, l'émissaire du Kenya et homme de main de Moriarty, devenu invisible grâce à la potion faite à partir du fragment de peau de Rodney Skinner. Après qu'il soit mis difficilement en déroute, arrive un soldat en armure armé d'un lance-flammes. Sawyer est alors sauvé in extremis par Skinner, qui se fait grièvement brûler. Sanderson Reed en profite pour saisir Tom par surprise. C'est alors que les explosifs de Rodney Skinner éclatent, détruisant la forteresse et écrasant Dante qui allait tuer Jekyll et Nemo. Allan se retrouve face à « M » et voit se refléter sur son masque Reed malmenant dangereusement Sawyer. Il se retourne et abat Reed, mais « M » en profite pour le poignarder dans le dos puis quitter la forteresse. Alors qu'il s'enfuit en emportant les échantillons des pouvoirs de la Ligue, il est abattu par Sawyer et la boite contenant les échantillons coule alors dans l'eau glacée. Allan Quatterman meurt peu de temps après.
Les survivants se retrouvent en Afrique, à l'enterrement d'Allan. Après leur départ, un sorcier prononce des incantations sur sa tombe et le sol se met à trembler puis la terre à remuer, juste avant que le film s'achève.

## Fiche technique
Sauf indication contraire, les informations mentionnées dans cette section peuvent être confirmées par les bases de données cinématographiques IMDb et Allociné,  présentes dans la section « Liens externes ».
- Titre original : The League of Extraordinary Gentlemen
- Titre français et québécois : La Ligue des gentlemen extraordinaires
- Titre allemand : Die Liga der außergewöhnlichen Gentlemen
- Titre tchèque : Liga výjimečných
- Réalisation : Stephen Norrington
- Scénario : James Robinson d'après la bande dessinée éponyme d'Alan Moore et Kevin O'Neill
- Musique : Trevor Jones
- Direction artistique : Marco Bittner Rosser, Elinor Rose Galbraith, Jindrich Kocí, James McAteer et James F. Truesdale
- Décors : Carol Spier
- Costumes : Jacqueline West
- Photographie : Dan Laustsen
- Son : Doug Hemphill, James Bolt, Michael Herbick, Jay Wilkinson et Tim McColm
- Montage : Paul Rubell
- Production : Don Murphy et Trevor Albert
  - Production exécutive : Bruce Devan et Michael Nelson
  - Production déléguée : Trevor Albert, Sean Connery et Mark Gordon
  - Production associée : Rick Benattar
  - Coproduction : Michael Nelson
- Sociétés de production[1] :
  - États-Unis : Twentieth Century Fox, JD Productions et International Production Company
  - Royaume-Uni : Angry Films
  - Allemagne : en association avec Mediastream Dritte Film GmbH & Co. Beteiligungs KG
- Sociétés de distribution : 20th Century Fox (États-Unis / Royaume-Uni / Allemagne) ; Bontonfilm (République tchèque) ; UFD (France) ; Fox-Warner (Suisse romande)
- Budget : 78 millions de $[2]
- Pays de production :  États-Unis,  Royaume-Uni,  Allemagne,  Tchéquie
- Langues originales : anglais, allemand, italien
- Format[3] : couleur / noir et blanc (DeLuxe) - 35 mm - 2,39:1 (Cinémascope) - son DTS | Dolby Digital | SDDS
- Genre : fantastique, action, aventures, historique
- Durée : 110 minutes
- Dates de sortie[4] :
  - États-Unis, Québec : 11 juillet 2003[5]
  - Belgique : 10 septembre 2003[6]
  - République tchèque : 25 septembre 2003
  - France, Suisse romande : 1er octobre 2003[7]
  - Allemagne : 2 octobre 2003
  - Royaume-Uni : 17 octobre 2003
- Classification[8] :
  - États-Unis : accord parental recommandé, film déconseillé aux moins de 13 ans (PG-13 - Parents Strongly Cautioned)[Note 1]
  - Royaume-Uni : les enfants de moins de 12 ans doivent être accompagnés d'un adulte (12A - Suitable for 12 years and over)[9]
  - Allemagne : interdit aux moins de 12 ans (FSK 12)
  - République tchèque : Les parents ont la responsabilité de leurs enfants[10]
  - France : tous publics[11]
  - Belgique : tous publics (Alle Leeftijden)[6]
  - Suisse romande : interdit aux moins de 14 ans[12]
  - Québec : tous publics - déconseillé aux jeunes enfants (G - General Rating)[5]

## Distribution
Légende : VF = Version Française, et VQ = Version Québécoise
- Sean Connery (VF : Bernard Dhéran et VQ : Yves Massicotte) : Allan Quatermain, le chef de la Ligue
- Naseeruddin Shah (VF : Benoît Allemane et VQ : Yvon Thiboutot) : le capitaine Nemo
- Peta Wilson (VF : Juliette Degenne et VQ : Nathalie Coupal) : Mina Harker
- Tony Curran (VF : François Chaix et VQ : Louis-Philippe Dandenault) : Rodney Skinner, l'homme invisible
- Stuart Townsend (VF : Éric Herson-Macarel et VQ : Martin Watier) : Dorian Gray
- Shane West (VF : Boris Rehlinger et VQ : Benoit Éthier) : Tom Sawyer
- Jason Flemyng (VF : Marc Alfos et VQ : Thiéry Dubé) : Dr. Henry Jekyll / Mister Edward Hyde
- Richard Roxburgh (VF : Bernard Métraux et VQ : Alain Zouvi) : Pr « M »/« Le Fantôme »James Moriarty
- Max Ryan (VF : Florian Schneider et VQ : Tristan Harvey) : Dante
- Tom Goodman-Hill (VQ : Antoine Durand) : Sanderson Reed
- David Hemmings (VF : Henri Poirier et VQ : Aubert Pallascio) : Nigel
- Terry O'Neill (VF : Omar Yami) : Ishmael
- Ewart James Walters (VF : Jacques Frantz) : Toby

## Production

### Genèse
Le film est tiré de la bande dessinée éponyme d'Alan Moore et Kevin O'Neill. Relevant du genre steampunk, il réunit un certain nombre de personnages de la littérature populaire du XIXe siècle :
- Allan Quatermain, créé par Henry Rider Haggard dans Les Mines du roi Salomon ;
- Mina Harker créée par Bram Stoker dans Dracula ;
- Le capitaine Nemo créé par Jules Verne dans Vingt mille lieues sous les mers ;
- le docteur Henry Jekyll et son double maléfique Monsieur Hyde, ont été créés par Robert Louis Stevenson dans L'Étrange Cas du docteur Jekyll et de M. Hyde ;
- Skinner, inspiré du Griffin créé par H. G. Wells dans L'Homme invisible ;
- Dorian Gray créé par Oscar Wilde dans Le Portrait de Dorian Gray ;
- James Moriarty, ennemi juré de Sherlock Holmes, créé par Arthur Conan Doyle ;
- Tom Sawyer, créé par Mark Twain dans Les Aventures de Tom Sawyer ;
- dans une moindre mesure : le Fantôme de l'Opéra, créé par Gaston Leroux ;  M le directeur du MI6, créé par Ian Fleming  ou encore Ishmaël, le narrateur de Moby Dick de Herman Melville.

Les membres de la Ligue dans le film ne correspondent pas tous à ceux de la bande dessinée originale. Ainsi, Mina Harker est un vampire dans le film mais pas dans la bande dessinée, où elle a d'ailleurs repris son nom de jeune fille (Murray). La Ligue version comic ne compte dans ses rangs ni Dorian Gray, ni Tom Sawyer, ajouté au film pour plaire au public américain. Enfin, Griffin, le personnage original de H.G. Wells dans L'Homme invisible, est remplacé par Rodney Skinner, un personnage de voleur inventé pour le film.
Dans la bande dessinée, Mina recrute et dirige les autres membres, ce que son statut de femme dans la société victorienne ne facilite pas.
Dans le film, l'accent est mis sur la relation père-fils adoptifs qui se noue entre Allan Quatermain et Tom Sawyer, qui peut être perçue comme un symbole de la passation des pouvoirs politique et culturel sur le monde entre l'empire britannique et les États-Unis.
Alan Moore, comme pour chacune des adaptations de ses bandes dessinées au cinéma, s'est déclaré mécontent de l'adaptation qui diffère largement de l'original.

### Choix des interprètes
Monica Bellucci était le premier choix pour incarner Mina Harker. Eddie Izzard devait, quant à lui, incarner Rodney Skinner alias l'homme invisible. Thomas Ian Nicholas a auditionné pour le rôle de Tom Sawyer.

## Accueil

### Accueil critique
La critique anglo-saxonne descend en flammes le film. Le site agrégateur de critiques britannique Rotten Tomatoes donne au film une moyenne de 17 % fondée sur 181 critiques de presse, dont 145 négatives. Le site agrégateur de critiques américain Metacritic lui donne de son côté une moyenne de 30 sur 100 fondée sur 36 critiques.
En France, les critiques sont tout aussi mauvaises. Le site Allociné propose, à partir de 16 critiques de presse, une note moyenne de 2,4/5. La meilleure critique est celle de Françoise Maupin dans le Figaroscope, qui parle d'une « œuvre inclassable et audacieuse » qu'il rapproche de « Lynch, mais revu par Tati ». Parmi les nombreuses mauvaises critiques, François Forestier, dans TéléCinéObs, indique : « Sean Connery fait de son mieux, mais force est de se rendre à l'évidence : c'est un nanar ».

### Box-office
Le film rapporte un peu moins de 68 500 000 dollars aux États-Unis et 112 800 000 dollars dans le reste du monde, soit au total un peu moins de 179 300 000 dollars : il s'agit donc d'un succès commercial, le film remboursant largement son budget de 78 millions de dollars.

## Distinctions
Entre 2003 et 2004, le film La Ligue des gentlemen extraordinaires a été sélectionné 12 fois dans diverses catégories et n'a remporté aucune récompense.

### Nominations
- Académie des films de science-fiction, fantastique et d'horreur - Prix Saturn 2003 :
  - Prix Cinescape masculin du futur pour Shane West.
- The Stinkers Bad Movie Awards 2003 :
  - Les effets spéciaux les moins "spéciaux",
  - Partition musicale la plus intrusive pour Trevor Jones,
  - Le pire groupe à l'écran (La ligue des désespérément malchanceux).
- Prix Rondo Hatton horreur classique (Rondo Hatton Classic Horror Awards) 2003 :
  - Meilleur film de genre pour Stephen Norrington.
- Prix Schmoes d'or (Golden Schmoes Awards) 2003 :
  - Pire film de l'année,
  - La plus grande déception de l'année.
- Académie des films de science-fiction, fantastique et d'horreur - Prix Saturn 2004 :
  - Prix Cinescape masculin du futur pour Shane West,
  - Meilleur film fantastique,
  - Meilleure actrice dans un second rôle pour Peta Wilson,
  - Meilleurs costumes pour Jacqueline West.
- Société des effets visuels 2004 :
  - Meilleur compositing dans un film pour George Macri, Mike Hardison, Patrick Murphy et Dan Trezise.